# 胡传淮
胡传淮（1964年8月—），四川省蓬溪县人。文史专家、巴蜀文化研究学者。毕业于四川教育学院中文系本科，获文学学士学位。系中国近现代史史料学学会理事、中国散曲研究会会员、四川省楹联学会理事、四川省诗词学会会员、张船山研究会学术顾问、四川省政协文史资料研究员，蓬溪县政协常委、文史学习委员会主任，蓬溪县家谱收藏研究中心主任。主要致力于清诗、巴蜀文化、四川方志族谱及乡邦文献之研究，对清代蜀中第一家——张鹏翮、张问陶家族研究用力尤勤。出版专著《张问陶年谱》、《张鹏翮研究》、《清代蜀中第一家：蓬溪黑柏沟张氏家族》、《明代蜀中望族：蓬溪席家》、《王灼集校辑》、《赤城春秋》等五十余部，发表论文三百余篇，共计八百余万言。